# 來到棒球場捕捉我吧！
《来棒球场捕捉我吧！》是由日本漫画家须贺达郎所创作的日本漫画。2020年9月3日宣布在Morning连载。单行本于2021年1月发售。

## 登场人物
瑠璃子（声：菲魯茲·藍）
球场的啤酒小妹，个性活泼、天真純潔。雖然她在村田面前基本上是冷淡的，但當他離開她的視線時，她深情的一面就會顯現出來。
村田（声：豬股慧士）
瑠璃子的第一位常客，下班後他就會去體育場緩解壓力，每當他去看比賽時，都會帶著寫滿「棒球數據」的筆記本。
青菜（声：長谷川育美 ）
她富有愛心且善於教學，立志成為學校老師，和大松交往中。
中泉（声：上田燿司 ）
負責管理和指導體育場的啤酒攤販的檢查員領導。
大松（声：田中智士）
負責管理和監督體育場的啤酒供應商的檢查員的副領班，22歲，和青菜交往中。
山田夏乃（声：真野步 ）
她是球場內的便當店「厚盛」的看板娘，雖然她一直夢想成為一名啤酒推銷員，她暗戀村田視為她的白馬王子。
小日向（声：內田真禮 ）
球場的啤酒銷售員，她是與中泉一起任職時間最長的工作人員，是一天賣出400杯的王牌。當她還是新人時，是一個頭髮蓬鬆的女孩。與顧客的距離感極佳，而且非常專業。
高橋沙罗（声：相良茉優 ）
她是一名擁有一年啤酒銷售經驗的高中二年級學生，經常被其他啤酒銷售員視為妹妹。她是個聽話的好女孩，深受學長學姊的喜愛。
心（声：濑户桃子）
球場的啤酒銷售員。雖然立志當演員，但是她比任何人都更為自己的小販這份工作感到自豪。
五十嵐龍一（声：浦山迅）
他是一名經驗豐富的球場保安，擁有30年的經驗。他個性直率，暗中保護來到球場的人們，深受球隊許多相關人士的信任。
瀧本（声：澤城千春）
一名因喜歡看棒球而申請加入的新球場保安。他覺得保全員的工作很麻煩，對認真的五十嵐感到很反感。
佐藤渚（声：安野希世乃）
球場的女播音員。她暗戀著鋸山。
獅子尾一麿（声：小林千晃）
以首輪選秀身份加盟千葉太陽隊。他長得帥氣，很受女人歡迎。
鋸山劍（声：福山潤）
總是戴著太陽眼鏡的球員。
一宮航（声：山下大輝）
對於自己打擊力弱特別有自知之明的球員。
丹尼斯楊（声：利根健太朗）
一位來自芝加哥的前大聯盟球員。
三井烈斗（声：中谷一博）
一名技術純熟的先發左投手，很善於克制自己。長相彪悍，談不上帥氣，但有個可愛的女朋友近藤貴紗。
瀧野小次郎（声：東地宏樹）
職業生涯總共打出200支全壘打的老將。他是前女播音員瀧野由希的丈夫。
瀧野由希（声：立花理香）
前地方電台女播音員。球員小次郎的妻子。
近藤貴紗（声：倉持若菜）
她是球員三井的女友。
清水螢（声：中村溫姬）
村田公司的新進員工，熱愛棒球。她有擔任棒球隊經理的經驗，喜歡穿著制服為球隊加油。和村田在一起讓瑠璃子感到嫉妒。
未來
一名與家人一起來參觀球場的4歲女孩。
未來的母親（声：藤田麻美）
與家人一起來參觀球場。
未來的父親（声：熊谷健太郎）
與家人一起來參觀球場。

## 出版书籍
| 册数 | 讲谈社         | 讲谈社                 |
| 册数 | 发售日期       | ISBN                   |
| ---- | -------------- | ---------------------- |
| 1    | 2021年1月23日  | ISBN 978-4-06-521917-1 |
| 2    | 2021年4月23日  | ISBN 978-4-06-522806-7 |
| 3    | 2021年7月20日  | ISBN 978-4-06-524045-8 |
| 4    | 2021年10月21日 | ISBN 978-4-06-525129-4 |
| 5    | 2022年1月21日  | ISBN 978-4-06-526526-0 |
| 6    | 2022年4月21日  | ISBN 978-4-06-527395-1 |
| 7    | 2022年7月22日  | ISBN 978-4-06-528462-9 |
| 8    | 2022年10月21日 | ISBN 978-4-06-529529-8 |
| 9    | 2023年1月23日  | ISBN 978-4-06-530483-9 |
| 10   | 2023年6月22日  | ISBN 978-4-06-532027-3 |
| 11   | 2023年9月22日  | ISBN 978-4-06-532972-6 |
| 12   | 2024年1月23日  | ISBN 978-4-06-534353-1 |
| 13   | 2024年4月23日  | ISBN 978-4-06-535327-1 |
| 14   | 2024年7月23日  | ISBN 978-4-06-536212-9 |
| 15   | 2024年11月21日 | ISBN 978-4-06-537585-3 |
| 16   | 2025年3月21日  | ISBN 978-4-06-538845-7 |
| 17   | 2025年6月23日  | ISBN 978-4-06-539883-8 |

## 电视动画
2024年11月宣布改编成为电视动画。于2025年4月至6月播放。

### 制作人员
- 原作：须藤达郎
- 导演：北村淳一
- 剧本统筹、劇本：村越繁
- 角色设计：饭田史雄
- 美术監督：针生胜文
- 色彩设计：岩见美香
- 道具设计：细沼葵、
- 摄影監督：山本雄介
- 剪辑：仙土真希
- CG导演：柴田涉
- 音响导演：小泉纪介
- 音响效果：八十正太
- 音乐：广川惠一、高桥邦幸
- 动画制作：EMT Squared
- 制作：「来棒球场捕捉我吧！」制作委员会、東京電視台

### 主题曲
片头曲Hurray!!
演唱：GENIC，作词、作曲、编曲：小池龙晖
片尾曲

演唱：瑠璃子（菲魯茲·藍）、小日向（內田真禮）、沙罗（相良茉優）、心（濑户桃子），作词：藤村鼓乃美、北川勝利，作曲：北川胜利，编曲：、北川胜利
（第10話）
演唱、作曲、編曲：松室政哉，作詞：金木和也
（第12話）
演唱：GENIC，作詞：小池龍暉、增子敦貴、neco-kara、田邊望，作曲：、neco-kara、田邊望，編曲：田邊望

### 各话列表
| 话数 | 标题               | 分镜     | 演出       | 作画監督 | 总作画監督     | 首播日期      |
| ---- | ------------------ | -------- | ---------- | --- | -------------- | ------------- |
| #01  | 啤酒小妹瑠璃子     | 北村淳一 | 北村淳一   | 浦野达也、服部益实、邑井夏织、衫村苑美、梦润、江影                                                                    | 衫村苑美       | 2025年 4月2日 |
| #01  | 欢迎，常客先生     | 北村淳一 | 北村淳一   | 浦野达也、服部益实、邑井夏织、衫村苑美、梦润、江影                                                                    | 衫村苑美       | 2025年 4月2日 |
| #01  | 糖果与眼泪         | 北村淳一 | 北村淳一   | 浦野达也、服部益实、邑井夏织、衫村苑美、梦润、江影                                                                    | 衫村苑美       | 2025年 4月2日 |
| #02  | 棒球迷             | 森健     | 佐土原武之 | 榎本彩芽、杜林桂、陈亮、李良鹏、魏旭龙、廖雪宇、                                                                      | 清田华穗       | 4月9日        |
| #02  | 不行！绝对不行！   | 森健     | 佐土原武之 | 榎本彩芽、杜林桂、陈亮、李良鹏、魏旭龙、廖雪宇、                                                                      | 清田华穗       | 4月9日        |
| #02  | 纯情三角巾         | 森健     | 佐土原武之 | 榎本彩芽、杜林桂、陈亮、李良鹏、魏旭龙、廖雪宇、                                                                      | 清田华穗       | 4月9日        |
| #03  | 棒球的女神？       | 北村淳一 | 殿胜秀树   | Lee Donghun、Kim Giyeop、Hong Hyeonsuk、Kim Igyeon、Aha Yeongyu、Jeong Uyeong                                         | Jeong Uyeong   | 4月16日       |
| #03  | 无敌的吉祥物       | 北村淳一 | 殿胜秀树   | Lee Donghun、Kim Giyeop、Hong Hyeonsuk、Kim Igyeon、Aha Yeongyu、Jeong Uyeong                                         | Jeong Uyeong   | 4月16日       |
| #03  | 加油！加油♡        | 北村淳一 | 殿胜秀树   | Lee Donghun、Kim Giyeop、Hong Hyeonsuk、Kim Igyeon、Aha Yeongyu、Jeong Uyeong                                         | Jeong Uyeong   | 4月16日       |
| #04  | 灵魂的广播         | 大畑晃一 | 湖山禎崇   | 浦野达也、服部益实、邑井夏织、熊野、梦润、江影                                                                        | 杉村苑美       | 4月23日       |
| #04  | 意见箱事件《前篇》 | 大畑晃一 | 湖山禎崇   | 浦野达也、服部益实、邑井夏织、熊野、梦润、江影                                                                        | 杉村苑美       | 4月23日       |
| #04  | 意见箱事件《后篇》 | 大畑晃一 | 湖山禎崇   | 浦野达也、服部益实、邑井夏织、熊野、梦润、江影                                                                        | 杉村苑美       | 4月23日       |
| #05  | 气死我了！         | 北村淳一 | 清水明     | 桝井一平、清田华穗、铃木伸一、山本径子、杜林桂、汉城人、                                                              | 清田华穗       | 4月30日       |
| #05  | 便当狂想曲         | 北村淳一 | 清水明     | 桝井一平、清田华穗、铃木伸一、山本径子、杜林桂、汉城人、                                                              | 清田华穗       | 4月30日       |
| #05  | 不同的面貌         | 北村淳一 | 清水明     | 桝井一平、清田华穗、铃木伸一、山本径子、杜林桂、汉城人、                                                              | 清田华穗       | 4月30日       |
| #06  | 好孩子             | 森健     | 西村大树   | Lee Donghun、Kim Giyeop、Hong Hyeonsuk、Aha Yeongyu、Park Eunyeong                                                    | Jeong Uyeong   | 5月7日        |
| #06  | 宝物遍地都是       | 森健     | 西村大树   | Lee Donghun、Kim Giyeop、Hong Hyeonsuk、Aha Yeongyu、Park Eunyeong                                                    | Jeong Uyeong   | 5月7日        |
| #06  | 打破安排           | 森健     | 西村大树   | Lee Donghun、Kim Giyeop、Hong Hyeonsuk、Aha Yeongyu、Park Eunyeong                                                    | Jeong Uyeong   | 5月7日        |
| #07  | 99次的徒劳         | 湖山祯崇 | 饭村正之   | 浦野达也、服部益实、杉村苑美、猿渡圣加、Ming Guang、Meng Run、Mao Gaoban                                              | 杉村苑美       | 5月14日       |
| #07  | 同舟共济           | 湖山祯崇 | 饭村正之   | 浦野达也、服部益实、杉村苑美、猿渡圣加、Ming Guang、Meng Run、Mao Gaoban                                              | 杉村苑美       | 5月14日       |
| #07  | 变身!!             | 湖山祯崇 | 饭村正之   | 浦野达也、服部益实、杉村苑美、猿渡圣加、Ming Guang、Meng Run、Mao Gaoban                                              | 杉村苑美       | 5月14日       |
| #08  | 都是风的错         | 北村淳一 | 佐土原武之 | Jo Mi-jeong、Go Yo-il、Kim Bong-deok、山本径子、Xie Xin、Wei Xu Long、Du Wei Feng、Chen Liang、Li Liangpeng、Liu Jing | 清田华穗       | 5月21日       |
| #08  | 标记               | 北村淳一 | 佐土原武之 | Jo Mi-jeong、Go Yo-il、Kim Bong-deok、山本径子、Xie Xin、Wei Xu Long、Du Wei Feng、Chen Liang、Li Liangpeng、Liu Jing | 清田华穗       | 5月21日       |
| #08  | 小心网络新闻       | 北村淳一 | 佐土原武之 | Jo Mi-jeong、Go Yo-il、Kim Bong-deok、山本径子、Xie Xin、Wei Xu Long、Du Wei Feng、Chen Liang、Li Liangpeng、Liu Jing | 清田华穗       | 5月21日       |
| #09  | 汤米的忧郁         | 森健     | 殿胜秀树   | Cho Sohyeon、Kim Ik-yeon、Park Eunyeong、Park Shin-jun、Choi Jeong-hwa、Han Mi-ok、Park Joo-hyun、Baek Yeon-ju        | Jeong Wooyeong | 5月28日       |
| #09  | 村田先生           | 森健     | 殿胜秀树   | Cho Sohyeon、Kim Ik-yeon、Park Eunyeong、Park Shin-jun、Choi Jeong-hwa、Han Mi-ok、Park Joo-hyun、Baek Yeon-ju        | Jeong Wooyeong | 5月28日       |
| #09  | 展示你的阳光       | 森健     | 殿胜秀树   | Cho Sohyeon、Kim Ik-yeon、Park Eunyeong、Park Shin-jun、Choi Jeong-hwa、Han Mi-ok、Park Joo-hyun、Baek Yeon-ju        | Jeong Wooyeong | 5月28日       |
| #10  | 那时的我们         | 北村淳一 | 北村淳一   | 北村淳一、服部益实、Meng Run、Zhou Junjie、宁波麦冬映画                                                               | 北村淳一       | 6月4日        |
| #10  | 拍屁股！           | 北村淳一 | 北村淳一   | 北村淳一、服部益实、Meng Run、Zhou Junjie、宁波麦冬映画                                                               | 北村淳一       | 6月4日        |
| #10  | TT组合             | 北村淳一 | 北村淳一   | 北村淳一、服部益实、Meng Run、Zhou Junjie、宁波麦冬映画                                                               | 北村淳一       | 6月4日        |
| #11  | 大一番！           | 森健     | 石山貴明   | Choi Jeonhghwa、Han Miok、Lee Donghoon、Bak Hyeona、Kim Kiyeop、Hong Hyunsook                                         | Joung Wooyoung | 6月11日       |
| #11  | 大一番《中篇》     | 森健     | 石山貴明   | Choi Jeonhghwa、Han Miok、Lee Donghoon、Bak Hyeona、Kim Kiyeop、Hong Hyunsook                                         | Joung Wooyoung | 6月11日       |
| #11  | 大一番《後篇》     | 森健     | 石山貴明   | Choi Jeonhghwa、Han Miok、Lee Donghoon、Bak Hyeona、Kim Kiyeop、Hong Hyunsook                                         | Joung Wooyoung | 6月11日       |
| #12  | 昇華試合           | 森健     | 湖山禎崇   | 浦野達也、邑井夏織、Meng Run、Mao Gaoban、Wang Yu、Jiang Ying、Jin Chengxu                                            | 杉村苑美       | 6月18日       |
| #12  | 最後的訊息         | 森健     | 湖山禎崇   | 浦野達也、邑井夏織、Meng Run、Mao Gaoban、Wang Yu、Jiang Ying、Jin Chengxu                                            | 杉村苑美       | 6月18日       |
| #12  | 開幕就開幕！       | 森健     | 湖山禎崇   | 浦野達也、邑井夏織、Meng Run、Mao Gaoban、Wang Yu、Jiang Ying、Jin Chengxu                                            | 杉村苑美       | 6月18日       |

### 播映平台
日本深夜動畫：下文記載的日本国内播放時間使用日本標準時間（UTC+9）表示。因為部分時間标识會採用30小时制，因此請留意这类超过24:00的时间，其實際播放時間為翌日清晨。
| 播放日期             | 播放时间           | 播放电视台                | 播放地区                                             | 备注                         |
| -------------------- | ------------------ | ------------------------- | ---------------------------------------------------- | ---------------------------- |
| 2025年4月2日—6月18日 | 星期三 0:00–0:30   | 東京電視台系列全6部电视台 | 北海道 關東廣域圏 愛知縣 大阪府 岡山縣 香川縣 福岡縣 | 字幕放送                     |
|                      | 星期三 21:00–21:30 | AT-X                      | 日本全域                                             | 参与制作 / CS放送 / 字幕放送 |
| 2025年4月8日—6月24日 | 星期二23:30–0:00   | BS日本                    | 日本全域                                             | 参与制作 / BS放送 / BS4K放送 |

| 播映地區 | 播映平台    | 播映日期      | 播映時間              | 備註   |
| -------- | ----------- | ------------- | --------------------- | ------ |
| 部分地區 | Crunchyroll | 2025年4月2日— | 星期三 00:30（UTC+8） | [ 12 ] |